# Grotto Trail
 (juillet 2020).
Le Grotto Trail est un sentier de randonnée du comté de Washington, dans l'Utah, aux États-Unis. Protégé au sein du parc national de Zion, il est inscrit au Registre national des lieux historiques depuis le 14 février 1996.